# 大輝ゆう
大輝 ゆう（だいき ゆう、1964年4月20日 - ）は、日本の女優、声優。元宝塚歌劇団星組男役。京都府京都市出身。出身校は平安女学院高等学校。本名は宮川（旧姓・権藤）敬子（みやかわ けいこ）。宝塚時代の愛称は「ゴンちゃん」、「ケイコ」。夫は俳優の宮川浩。所属事務所は町田英子事務所。
身長167cm。血液型B型。

## 来歴
- 1982年、 宝塚音楽学校入学。
- 1984年、宝塚歌劇団入団。70期生。入団時の成績は37番。『風と共に去りぬ』で初舞台を踏む。星組に所属し、男役として活躍する。
- 1990年、『ベルサイユのばら』のオスカル役を最後に退団。
- 女優、声優など経て、フィットネスクラブや新体操クラブの講師を務め、芸能活動は休業中。

## 出演作品

### 舞台
宝塚歌劇団時代
- 『風と共に去りぬ』（1984年）※初舞台
- 『我が愛は山の彼方に』 - 第2回新人公演：チャムガ/『ラブ・エキスプレス』（1984年）
- 『哀しみのコルドバ』- 新人公演：フェリーペ/『ルミエール』 （1985年）
- 『西海に花散れど』- 新人公演：平有盛/『ザ・レビューIII』（1985年）
- 『レビュー交響楽』- 第1回新人公演：ボビー・コーネリー （1986年）
- 『華麗なるファンタジア』- 新人公演：カカンボ/『ブギ・ウギ・フォーリーズ』（1986年）
- 『紫子』 - 弓若、新人公演：金井定嗣/『ジュビリー・タイム!』（1987年）
- 『蒼いくちづけ』 - クリス、ノエル（1987年、宝塚バウホール、日本青年館）
- 『別離の肖像』 - 踊る男、青年3、新人公演：別離の歌手、はいや節の歌手、おはら節の男S、刈干切唄の歌手、じょんがらの男、ヨルゲン（1987年）
- 『炎のボレロ』 - リンゴー、新人公演：ジェラール/『Too Hot!』（1988年）
- 『セレブレーション』 - オーファン（1988年、宝塚バウホール）
- 『戦争と平和』 - ピョートル、新人公演：ニコライ（1988年）
- 『戦争と平和』 - ピョートル（1989年、中日劇場）
- 『春の踊り』[2]/『ディガ・ディガ・ドゥ』 - カイ・キッド、代役：スタン・トリニー、新人公演：アーサー・キャメロ（1989年）
- 『ベルサイユのばら』 - オスカル、小公子（役替わり）、新人公演：オスカル（東京のみ）、ばらのタンゴの男S（1990年）※退団作品

宝塚歌劇団退団後
- サド侯爵夫人（1990年）
- GANKUTU・OU（1991年）
- 聖闘士星矢 - ソレント（1991年）
- 鬼平犯科帳（1992年）
- シェルブールの雨傘（1993年）
- アニー - リリー（1993年）
- サド侯爵夫人（1995年）
- 少女革命ウテナ - 天上ウテナ（1997年）
- HUNTER×HUNTER - マダム・イサベル（2000年）
- 夏の夜の夢（2004年）
- Legendary〜THE SHOW OF DREAM （2012年）
- 腓返りと四十肩（2014年）

### 映画
- 難波金融伝ミナミの帝王 スペシャル Ver.50 金貸しの掟（2004年） - 雪乃 役

### テレビドラマ
- 世にも奇妙な物語「おれに関する噂」（1991年、フジテレビ系）
- 不思議サスペンス「結婚式の客」（1991年、関西テレビ・フジテレビ系）
- 家政婦は見た!（1997年、テレビ朝日系）
- 赤い霊柩車 二度死んだ死体（2000年、フジテレビ系） - 沖千沙子 役
- 松本清張 黒革の手帖 第6話（2004年、テレビ朝日系）

### 情報テレビ・その他の番組
- スーパーワイド（TBS系） - 木曜日の生活情報
- 一枚の写真（フジテレビ系）

### テレビアニメ
- 姫ちゃんのリボン（1992年10月 - 1993年12月、テレビ東京系） - 小林大地、カミル・ランド
- サムライスピリッツ 〜破天降魔の章〜（1994年9月18日、フジテレビ系） - 天草四郎時貞
- メダロット魂（2000年7月 - 2001年3月、テレビ東京系） - ブラックビートル
- チャンス〜トライアングルセッション〜（2001年5月 - 8月、テレビ東京系） - 秋葉キサラギ[3]
- Capeta（2005年10月 - 2006年9月、テレビ東京系） - 源奈々子

### ラジオドラマ
- 青春アドベンチャー (NHK-FM)
  - 「ジュラシック・パーク」（1993年） - エリー 役
  - 「都立高校独立国」（1993年） - 村上直美 役
  - 「紅はこべ」（1994年） - ドゥツゥルネー夫人 役
  - 「スーパー忍者物語 霧隠れ雲隠れ」 - 猿飛佐助 役
  - 「平成トムソーヤ」 - ノブオの母 役
  - 「BANANA FISH」（1994年・1995年） - 李月龍（ユーシス）[初代] 役
  - 「バイオレンスジャック」（1994年） - ゴロ 役
  - 「カルパチア幻想曲」（1994年） - ジョー 役
  - 「リプレイ」（1995年） - リンダ／パメラの母 役

### テレビゲーム
- 龍が如く2（2006年、セガ） - 狭山薫 役
- 龍が如く3（2009年、セガ） - 狭山薫 役

### CM
- 日比谷シャンテ（1990年）
- 花王「ソフィーナ」（1990年）

## 書籍
写真集
- Accidents Series〈9〉大輝ゆう+篠山紀信（1999年3月、篠山紀信撮影、朝日出版社）ISBN 425599014X